# Tomi Lotta
Tomi Lotta, pseudonim Beach Boy (ur. 10 listopada 1976) – fiński strongman.
Mistrz Finlandii Strongman w roku 2004. Wicemistrz Europy IFSA Strongman 2005.

## Życiorys
Tomi Lotta wziął udział w indywidualnych Mistrzostwach Świata Strongman 2004 i Mistrzostwa Świata IFSA Strongman 2006, jednak nie zakwalifikował się do finałów. W Drużynowych Mistrzostwach Świata Strongman 2006 również nie zakwalifikował się do finału.
Po kilkuletniej przerwie spowodowanej kontuzjami, zapowiedział swój powrót do sportu strongman w 2010 r.
Jest zrzeszony w federacji IFSA.
Mieszka w Helsinkach.
Wymiary:
- wzrost 191 cm
- waga 139 kg
- biceps 50 cm
- klatka piersiowa 130 cm

Rekordy życiowe:
- przysiad 350 kg
- wyciskanie 230 kg
- martwy ciąg 340 kg

## Osiągnięcia strongman
- 2003
  - 3. miejsce - Mistrzostwa Finlandii Strongman
  - 6. miejsce - Super Seria 2003: Imatra
  - 2. miejsce - Drugie zawody Polska kontra Reszta Świata
- 2004
  - 1. miejsce - Mistrzostwa Finlandii Strongman
  - 4. miejsce - Polska - Skandynawia
  - 4. miejsce - Drużynowe Mistrzostwa Świata Par Strongman 2004
- 2005
  - 2. miejsce - Mistrzostwa Europy IFSA Strongman 2005
  - 15. miejsce - Mistrzostwa Świata IFSA Strongman 2005 (kontuzjowany)
- 2006
  - 3. miejsce - Drużynowe Mistrzostwa Świata Par Strongman 2006